# Заметки о свете
«Заме́тки о све́те» (англ. Notes on Light) — концерт для виолончели с оркестром финского композитора Кайи Саариахо.
Написан в 2006 году по заказу Бостонского симфонического оркестра. Впервые исполнен этим оркестром 22 февраля 2007 года под управлением Юкки-Пекки Сарасте; солировал Ансси Карттунен. Впервые записан в 2008 году тем же солистом и Парижским оркестром под управлением Кристофа Эшенбаха.
Название обыгрывает двойной смысл английского слова notes — «заметки» и «ноты».

## Описание
Концерт, длящийся около 27—28 минут, состоит из пяти контрастных по атмосфере частей со следующими подзаголовками:
1. Translucent, secret. («Полупрозрачное, скрытое».)
2. On fire. («В огне».)
3. Awakening. («Пробуждение».)
4. Eclipse. («Затмение».)
5. Heart of Light. («Сердце света».)

Разнохарактерные эпизоды объединяют два постоянно возвращающихся музыкальных оборота — полутоновых интервала: нисходящий «фа-диез — фа-бекар» и восходящий «до-диез — ре-бекар».
На последней странице партитуры композитором процитированы строки из поэмы Т. С. Элиота «Бесплодная земля»:

…I could not

Speak, and my eyes failed, I was neither

Living nor dead, and I knew nothing,

Looking into the heart of light, the silence.

…я не мог

Говорить, и в глазах потемнело, я был

Ни жив ни мёртв, я не знал ничего,

Глядя в сердце света, в молчанье.
— Перевод Андрея Сергеева.

## Состав оркестра
Первоначальная версия написана для большого симфонического оркестра:
- Виолончель соло.
- 4 флейты (3-я и 4-я заменяются на альтовые флейты и на флейты-пикколо), 2 гобоя, 2 кларнета (in B), бас-кларнет (in B), 2 фагота (2-й заменяется на контрафагот).
- 4 валторны (in F).
- Литавры, другие ударные (4 исполнителя).
- Арфа, челеста, фортепиано.
- Первые и вторые скрипки, альты, виолончели, контрабасы.

Позднее была создана альтернативная версия концерта для уменьшенного состава исполнителей.